# 南一色村
南一色村（みなみいっしきむら）は、かつて岐阜県安八郡にあった村である。
現在の大垣市南一色町に該当する。

## 歴史
- 1874年（明治7年） - 一色村から南一色村に改称する。
- 1889年（明治22年）7月1日 - 町村制により、南一色村発足。
- 1897年（明治30年）4月1日 - 木戸村、笠木村、笠縫村、河間村、興福地村、池尻村と合併し、北杭瀬村となる。同日南一色村廃止。

## 施設
- 東海旅客鉄道大垣車両区

## その他
- 村名を南一色村に改称したのは、同じ安八郡に一色村（現・神戸町北一色）が存在したためである。